# Gustavia rugosa
Gustavia rugosa är en kvalsterart som beskrevs av Balogh 1958. Gustavia rugosa ingår i släktet Gustavia och familjen Gustaviidae. Inga underarter finns listade i Catalogue of Life.